# Alice Falaiye
Alice Falaiye (ur. 24 grudnia 1978) – kanadyjska lekkoatletka specjalizująca się w skoku w dal.
W 1999 roku zajęła ósme miejsce na uniwersjadzie. Zdobywczyni złotych medali igrzysk panamerykańskich w 2003 oraz igrzysk Wspólnoty Narodów w 2010. Wiele razy w karierze stawała na podium mistrzostw Kanady.
Rekordy życiowe: stadion – 6,72 (20 czerwca 2009); hala – 6,51 (9 marca 2001).

## Osiągnięcia
| Rok  | Impreza                    | Miejsce           | Lokata            | Wynik |
| ---- | -------------------------- | ----------------- | ----------------- | ----- |
| 1999 | Uniwersjada                | Palma de Mallorca | 8. miejsce        | 6,37  |
| 2001 | Mistrzostwa świata         | Edmonton          | el. – 20. miejsce | 6,04  |
| 2003 | Igrzyska panamerykańskie   | Santo Domingo     | 1. miejsce        | 6,43  |
| 2009 | Mistrzostwa świata         | Berlin            | el. – 34. miejsce | 6,09  |
| 2010 | Igrzyska Wspólnoty Narodów | Nowe Delhi        | 1. miejsce        | 6,50  |